# サン・サルバドール・デ・フフイ
サン・サルバドール・デ・フフイ（San Salvador de Jujuy）は、アルゼンチンの都市。単にフフイとも呼ばれ、また地元ではサン・サルバドールと呼ばれることもある,。人口は25万7970人（2010年）。アルゼンチン北西部に位置し、フフイ州の州都である。近くには世界遺産であるウマワカ峡谷の南端が位置し、豊かな緑に囲まれている。
フフイには国道9号線が走っており、ラ・キアカまで289km、サルタまで120km、首都ブエノスアイレスまで1545km離れている。フフイはXibi Xibi川とリオグランデ・デ・フフイ川の合流点に位置しており、アンデス山脈の麓にある。標高は1238mである。気候は温帯夏雨気候に属する。夏は湿潤で、冬は乾燥して寒い。内陸部にあるため、昼と夜の気温差が激しい。
フフイは州の政治経済文化の中心地である。州内の経済活動のほとんどの管理事務所がフフイに置かれているが、これには石油の産出と精製、製鉄、サトウキビと精糖、タバコ、柑橘類、果物や野菜などが含まれる。この街は植民地時代の都市であり、大聖堂やカラフルなアンデスのカーニバルなどに名残を残す。住民はアルゼンチン国内の他都市よりはるかに多くの先住民系の住民がおり、ケチュア人やアイマラ人、チリグアノ人の文化の影響を受けている。Gobernador Horacio Guzmán国際空港が市の33km南東にあり、ブエノスアイレスとの間に定期便が就航している。
1565年と1592年に植民が試みられたあと、1593年4月19日にSan Salvador de Velazco en el Valle de Jujuyとして現在のフフイ市が築かれた。この入植地は、サン・ミゲル・デ・トゥクマンとボリビアのポトシ銀山とを結ぶ交易ルートの中継点として発展した。フフイの重要性は植民地時代に頂点を迎え、1816年のアルゼンチン独立後は重要性は減退していった。1834年にはサルタ州から分離されたフフイ州の州都となったものの、1863年のフフイ地震によって街は壊滅し、復興には長い時間がかかった。1900年にはアルゼンチン北部中央鉄道がフフイに到達し、1959年には経済科学研究所が設立され、1973年には国立フフイ大学が設立された。フフイは、Veronico Cruz (1988年)やUna estrella y dos cafés (2005年)といった映画のロケ地となった。